# Épisodes d'APB : Alerte d'urgence
Cet article présente les douze épisodes de la série télévisée américaine APB : Alerte d'urgence.

## Généralités
- Aux États-Unis, la série a été diffusée du 6 février 2017 au 24 avril 2017 sur le réseau Fox.
- En France, la série a été diffusée du 21 septembre 2017 au 19 octobre 2017 sur série Club puis en clair sur M6 du 2 décembre 2017 au 16 décembre 2017.
- En Belgique, la série a été diffusée du 14 août 2017 au 18 septembre 2017 sur RTL-TVI.

## Distribution

### Acteurs principaux
- Justin Kirk (VF : Pierre Tessier) : Gideon Reed
- Natalie Martinez (VF : Marie Tirmont) : détective Teresa Murphy
- Taylor Handley : officier Nicholas Brandt
- Ernie Hudson (VF : Thierry Desroses) : capitaine Ned Conrad
- Caitlin Stasey (VF : Alexia Papineschi) : Ada Hamilton
- Tamberla Perry (VF : Claire Morin) : officier Tasha Goss
- Nestor Serrano : maire Michael Salgado

### Acteurs récurrents
- Abraham Benrubi (VF : Frédéric Souterelle) : Pete McCann
- Bryant Romo : officier Jimmy Reyes
- Kim Raver (VF : Juliette Degenne) : Lauren Fitch
- Eric Winter : sergent Tom Murphy (pilote)
- Ty Olwin (VF : Yannick Jaspart) : Danny Reghabi (DV8)

## Épisodes

### Épisode 1:Reset
- États-Unis : 6 février 2017[1] sur Fox[2]
- Belgique : 14 août 2017 sur RTL-TVI[3]
- France :
  - 21 septembre 2017 sur Série Club[4]
  - 2 décembre 2017 sur M6[5]
- Québec : 17 janvier 2018 sur V[6]

- États-Unis : 6,1 millions de téléspectateurs[7] (première diffusion)
- France : 2,55 millions de téléspectateurs[8](deuxième diffusion)

- Daniel MacPherson (Scott Murphy)
- William Smillie (Officier Cobb)
- Kevin Chapman (Capitaine Raymond Hauser)
- Bryant Romo (Officier Jimmy Reyes)
- Nickola Shreli (Cal Hatcher)

### Épisode 2:Pris de vitesse
- États-Unis : 13 février 2017 sur Fox
- Belgique : 14 août 2017 sur RTL-TVI
- France :
  - 21 septembre 2017 sur Série Club
  - 2 décembre 2017 sur M6
- Québec : 24 janvier 2018 sur V

- États-Unis : 4,53 millions de téléspectateurs[9] (première diffusion)
- France : 2,31 millions de téléspectateurs[8](deuxième diffusion)

- Daniel MacPherson (Scott Murphy)
- Kevin Chapman (Capitaine Raymond Hauser)
- William Smillie (Officier Cobb)
- Abraham Benrubi (Pete McCann)
- Marlene Forte (Mita)

### Épisode 3:Entre deux chaises
- États-Unis : 20 février 2017 sur Fox
- Belgique : 21 août 2017 sur RTL-TVI
- France :
  - 21 septembre 2017 sur Série Club
  - 2 décembre 2017 sur M6
- Québec : 31 janvier 2018 sur V

- États-Unis : 3,75 millions de téléspectateurs[10] (première diffusion)
- France : 1,96 million de téléspectateurs[8](deuxième diffusion)

- Dr Sanjay Gupta (lui-même)
- Michael Pearson (Scott Murphy)
- Abraham Benrubi (Pete McCann)
- Kevin Chapman (Capitaine Raymond Hauser)
- William Smillie (Officier Cobb)
- Joseph Kamal (Jay Galker)
- Michael Graziadei (James Kilton)
- Alex Henderson (Marshawn Jackson)
- Melanie Loren (Sheila Jackson)

### Épisode 4:Sous surveillance
- États-Unis : 27 février 2017 sur Fox
- Belgique : 21 août 2017 sur RTL-TVI
- France :
  - 21 septembre 2017 sur Série Club
  - 2 décembre 2017 sur M6
- Québec : 7 février 2018 sur V

- États-Unis : 3,36 millions de téléspectateurs[11] (première diffusion)
- France : 1,45 million de téléspectateurs[8](deuxième diffusion)

- Daniel MacPherson (Scott Murphy)
- Abraham Benrubi (Pete McCann)
- Bryant Romo (Officier Jimmy Reyes)
- William Smillie (Officier Cobb)
- Joseph Kamal (Jay Galker)
- Tim Griffin (Issac Hunter)
- Billy Lush (Tico)

### Épisode 5:Bras de fer
- États-Unis : 6 mars 2017 sur Fox
- Belgique : 28 août 2017 sur RTL-TVI
- France :
  - 28 septembre 2017 sur Série Club
  - 9 décembre 2017 sur M6
- Québec : 14 février 2018 sur V

- États-Unis : 3,53 millions de téléspectateurs[12] (première diffusion)
- France : 1,94 million de téléspectateurs[13](deuxième diffusion)

- Daniel MacPherson (Scott Murphy)
- Abraham Benrubi (Pete McCann)
- Bryant Romo (Officier Jimmy Reyes)
- Marlene Forte (Mita)
- William Smillie (Officier Cobb)
- Rick Gomez (Robert Ruiz)
- Brian White (Reggie Walker)
- Maurice Compte (Marcos Cruz)

### Épisode 6:Mon père, cet escroc
- États-Unis : 13 mars 2017 sur Fox
- Belgique : 28 août 2017 sur RTL-TVI
- France :
  - 28 septembre 2017 sur Série Club
  - 9 décembre 2017 sur M6
- Québec : 21 février 2018 sur V

- États-Unis : 3,25 millions de téléspectateurs[14] (première diffusion)
- France : 1,73 million de téléspectateurs[13](deuxième diffusion)

- Abraham Benrubi (Pete McCann)
- William Smillie (Officier Cobb)
- John Heard (Joe Reeves)
- Vince Curatola (Leo Moretti)
- Joel Courtney (Luke)

### Épisode 7:Le Goût du risque
- États-Unis : 20 mars 2017 sur Fox
- Belgique : 4 septembre 2017 sur RTL-TVI
- France :
  - 5 octobre 2017 sur Série Club
  - 9 décembre 2017 sur M6
- Québec : 28 février 2018 sur V

- États-Unis : 2,88 millions de téléspectateurs[15] (première diffusion)
- France : 1 million de téléspectateurs[13](deuxième diffusion)

- Kim Raver (Lauren Fitch)
- Abraham Benrubi (Pete McCann)
- Bryant Romo (Officier Jimmy Reyes)
- William Smillie (Officier Cobb)
- Louie Rinaldi (Evan Finley)
- James Farruggio (Patrick Finley)

### Épisode 8:Tout feu, tout flamme
- États-Unis : 27 mars 2017 sur Fox
- Belgique : 4 septembre 2017 sur RTL-TVI
- France :
  - 5 octobre 2017 sur Série Club
  - 9 décembre 2017 sur M6
- Québec : 7 mars 2018 sur V

- États-Unis : 2,79 millions de téléspectateurs[16] (première diffusion)

- Kim Raver (Lauren Fitch)
- Daniel MacPherson (Scott Murphy)
- Abraham Benrubi (Pete McCann)
- Bryant Romo (Officier Jimmy Reyes)
- William Smillie (Officier Cobb)
- Deron Powell (Andre)
- Vico Escorcia (Ariana)
- Mac Brandt (Vic Brady)

### Épisode 9:Gideon vous salue
- États-Unis : 3 avril 2017 sur Fox
- Belgique : 11 septembre 2017 sur RTL-TVI
- France :
  - 12 octobre 2017 sur Série Club
  - 16 décembre 2017 sur M6
- Québec : 14 mars 2018 sur V

- États-Unis : 2,63 millions de téléspectateurs[17] (première diffusion)
- France : 1,679 million de téléspectateurs[18](deuxième diffusion)

- Kim Raver (Lauren Fitch)
- Abraham Benrubi (Pete McCann)
- William Smillie (Officier Cobb)
- Bryant Romo (Officier Jimmy Reyes)
- Ty Olwin (Danny Reghabi / DV8)
- Marlene Forte (Mita)
- John Hoogenakker (Louis Benoit)
- Brian Grey (Pascal)
- Nathaniel Buescher (Mateo)
- RonReaco Lee (Agent spécial Charlie Vaughn)
- Josh Caras (Jesse)

### Épisode 10:Partenaire particulier
- États-Unis : 10 avril 2017 sur Fox
- Belgique : 11 septembre 2017 sur RTL-TVI
- France :
  - 12 octobre 2017 sur Série Club
  - 16 décembre 2017 sur M6
- Québec : 21 mars 2018 sur V

- États-Unis : 2,86 millions de téléspectateurs[19] (première diffusion)
- France : 1,46 million de téléspectateurs[18](deuxième diffusion)

- Abraham Benrubi (Pete McCann)
- William Smillie (Officier Cobb)
- Alan Rosenberg (Dr Malkova)
- Ty Olwin (Danny Reghabi / DV8)
- Deron Powell (Andre)
- Nathaniel Aikens Jr. (Lewis)
- Kayla Carter (Kayla)
- Calvin Evans (Dameon)
- Trigney Morgan (Malik)
- Ahmad Nicholas Ferguson (Tyrone)
- Brian Keys (Kevin Dodson)
- Dominique Worsley (Carlos Wells)

### Épisode 11:Bas les masques
- États-Unis : 17 avril 2017 sur Fox
- Belgique : 18 septembre 2017 sur RTL-TVI
- France :
  - 19 octobre 2017 sur Série Club
  - 16 décembre 2017 sur M6
- Québec : 28 mars 2018 sur V

- États-Unis : 2,73 millions de téléspectateurs[20] (première diffusion)
- France : 1,28 million de téléspectateurs[18](deuxième diffusion)

- Abraham Benrubi (Pete McCann)
- William Smillie (Officier Cobb)
- Ty Olwin (Danny Reghabi / DV8)
- Michael Moreland Milligan (Jack)
- Demetria Thomas (Sergent Bernadette Charles)

### Épisode 12:Sauve-moi
- États-Unis : 24 avril 2017 sur Fox
- Belgique : 18 septembre 2017 sur RTL-TVI
- France :
  - 19 octobre 2017 sur Série Club
  - 16 décembre 2017 sur M6
- Québec : 4 avril 2018 sur V

- États-Unis : 2,72 millions de téléspectateurs[21] (première diffusion)
- France : 1,03 million de téléspectateurs[18](deuxième diffusion)

- Ty Olwin (Danny Reghabi / DV8)
- Bryant Romo (Officier Reyes)
- Ronald L. Conner (Agent Systrom)